# بارون فون ليند
بارون فون ليند (بالإنجليزية: Baron von Lind)‏ هو رسام أمريكي، ولد في 31 أكتوبر 1937 في دولوث في الولايات المتحدة.